# Pavel Kožíšek
Pavel Kožíšek (* 17. září 1970 Hořice) je český iluzionista a kouzelník. Je majitelem Divadla kouzel. V prosinci 2019 otevřel ve Vodičkově ulici v Praze Muzeum fantastických iluzí.

## Život
O kouzlení se začal zajímat na základní škole v Miletíně a veřejně začal vystupovat již v době středoškolských studií na gymnáziu v Hořicích. V sedmnácti letech vyhrál na mezinárodním festivalu v Brně mezinárodní cenu kouzel Grand Prix. V roce 1988, ještě než odmaturoval, byl přijat do Českého magického svazu. Po maturitě odešel roku 1989 do Prahy, kde vystudoval Filozofickou fakultu UK. V roce 2003 obhájil rigorózní práci na téma Moderní magie jako nástroj sociokulturní manipulace. vydal více než 29 kouzelnických sad pro začínající kouzelníky a také 3 knížky a jedno DVD Škola kouzel.
V roce 2006 se oženil s Lucií Panošovou, se kterou má syny Matyáše (2003) a Jakuba (2008).

## Kariéra kouzelníka
V roce 1994 se stal Mistrem republiky v moderní magii a roku 1996 vyhrál na Světovém festivalu bavičů v Japonsku titul Mistr světa.
V roce 2001 byl zařazen do publikace významných českých osobností Kdo je kdo.
V roce 2003 otevřel v Líbeznicích u Prahy první a jediné Divadlo kouzel v České republice a v roce 2004 připravil pro tuto scénu show Magická esa, kde iluze předvádí společně s modelkami, mezi něž se řadí Hana Mašlíková, Martina Dvořáková, Alena Prešnajderová či Denisa Grossmanová. Dříve mu asistovaly Zuzana Rosáková, Martina Poulíčková, Jitka Kocurová, Elen Černá Valentová, Daniela Maxová.
V letech 2012–2019 pořádal pro mladé zájemce o kouzelnické umění letní kouzelnické tábory.
V roce 2017 otevřel v přízemí Divadla kouzel velký Zrcadlový labyrint.
V roce 2021 získal prestižní ocenění Mistr zábavního umění.

## Ostatní aktivity
- Spolupracoval jako odborný poradce na muzikálech Mýdlový princ a Alenka v kraji zázraků, kde vymýšlel kouzelnické triky.
- V roce 2016 namluvil pro Hvězdárnu Žebrák Kouzelnickou pohádku.[4]

### Televize
- Černí baroni (1992) – role: ptv Pavel
- Četnické humoresky (2007) – role: kouzelník
- Svatby v Benátkách (2015) – role: kouzelník
- V.I.P. vraždy (2016) – role: kouzelník,  díl: Když řádí zubatá (11)